# سند تک برگ (سند تاریخی)
سند تک‌برگ (به انگلیسی: One-Sheet Document) سندی است که توسط بنیان‌گذار مکتب بودایی ژاپنی جودو شو (سرزمین پاک)، هونئن، دو روز قبل از مرگش نوشته شده‌است. این سند برای خلاصه کردن آموزه‌های هونئن برای نسل‌های آینده است و وصیت‌نامه او به‌شمار می‌آید. این سند در بیست و سومین روز از گاه‌شماری چینی سال دوم کنریاکو (۱۲۱۲) نوشته شده‌است و کم‌تر از سیصد کلمه دارد. تا به امروز به‌طور مرتب در مراسم فرقه جودو شو خوانده می‌شود.
این سند اعتقاد هونئن را این‌گونه تأیید می‌کند که موجودات در نهایت ذی‌شعور فریب‌خورده و نادان هستند، اما از طریق امانت‌داری آمیتابه بودا، و از طریق تلاوت نبانفو، می‌توان در سرزمین پاک متولد شد.
متن اصلی ژاپنی، و روماجی آن به شرح زیر است:
唐土我朝に、もろもろの智者達の、沙汰し申さるる観念の念にもあらず。また学問をして、念のこころを悟りて申す念仏にもあらず。ただ往生極楽のためには南無阿弥陀仏と申して、うたがいなく往生するぞと思い取りて申す外には別の仔細候わず。ただし三心四修と申すことの候うは、皆決定して南無阿弥陀仏にて往生するぞと思ううちにこもり候うなり。この外に奥ふかき事を存ぜば、二尊のあわれみにはずれ、本願にもれ候うべし。念仏を信ぜん人は、たとい一代の法をよくよく学すとも、一文不知の愚鈍の身になして、尼入道の無知のともがらに同じうして、知者のふるまいをせずしてただ一向に念仏すべし。証のために両手印をもってす。浄土宗の安心起行この一紙に至極せり。源空が所存、この外に全く別義を存ぜず、滅後の邪義をふせがんがために所存をしるし畢んぬ。
建暦二年正月二十三日 大師在御判
morokoshi wagachō ni, moromoro no chishatachi no, satashi mōsaruru kannen no nen nimo arazu. mata gakumon wo shite, nen no kokoro wo satorite mōsu nenbutsu nimo arazu. tada ōjōgokuraku no tame niwa, namuamidabutsu to mōshite, utagainaku ōjōsuru zoto omoitorite mōsu hoka niwa betsu no shisai sōrawazu. tadashi sanjin shishu to mōsukoto no sōrō wa, mina ketsujō shite namuamidabutsu nite ōjō suru zoto omou uchi ni komori sōrō nari. konohoka ni okufukaki koto wo zonzeba, nison no awaremi ni hazure, hongan ni more sōrō beshi. nenbutsu wo shinzen hito wa tatoi ichidai no hō wo yokuyoku gakusutomo, ichimon-fuchi no gudon no mi ni nashite, ama nyūdō no muchi no tomogara ni onajiu shite, chisha no furumai wo sezu shite tada ikkō ni nenbutsu subeshi. shō no tame ni ryōshuin wo mottesu. jōdoshū no anjin kigyou, kono isshi ni shigoku seri. genkū ga shozon kono hoka ni mattaku betsugi wo zonzezu, metsugo no jagi wo fusegan ga tame ni shozon wo shirushi owannu.

kenryaku ni nen shougatsu nijūsan nichi daishizaigohan
ترجمه انگلیسی سند تک‌برگ به شرح زیر است:
در چین و ژاپن، بسیاری از استادان و دانشمندان بودایی می‌دانند که «نبانفو» برای تعمق شگرف در آمیتابه بودا و سرزمین پاک است. با این حال، من «نبانفو» را به این شکل درک نمی‌کنم. خواندن «نبانفو» ناشی از مطالعه و درک معنای آن نیست. هیچ دلیل یا علت دیگری وجود ندارد که به‌واسطه آن بتوانیم به تولد در سرزمین پاک به جز خود «نبانفو» کاملاً باور داشته باشیم. خواندن «نبانفو» و اعتقاد به تولد در سرزمین پاک به‌طور طبیعی باعث ایجاد سه ذهن (سانجین) و چهار حالت تمرین (شیشو) می‌شود. اگر از هر دانش عمیق‌تری فراتر از تلاوت ساده «نبانفو» خودداری کنم، ممکن است شفقت شاکیامونی و آمیتابه بودا را از دست بدهم و از آغوش نذر اولیه آمیتابه بگذرم. حتی اگر کسانی که به «نبانفو» اعتقاد دارند، تعالیمی را که شاکیامونی در تمام زندگی خود آموخته‌است، مطالعه کنند، نباید به هیچ وجه به زبان بیاورند و باید صادقانه «نبانفو» را مانند یک احمق، راهب یا راهبه بی‌سواد تمرین کنند؛ آن کسانی که از بودیسم غافل هستند. من بدین وسیله این سند را با چاپ دستی خود مجاز می‌دانم. راه جودو شو از ذهن مستقر (انجین) به‌طور کامل در این‌جا منتقل می‌شود. من، جنکو، آموزش دیگری جز این ندارم. برای جلوگیری از سوءتعبیر بعد از مرگم، این وصیت‌نامه را می‌نویسم.
۲۳ ژانویه، سال دوم کنیاکو (۱۲۱۲)
در مورد ترجمه واژه احمق ama nyūdō (尼入道, novice nun) به‌عنوان واژه‌ای توهین‌آمیز نسبت به زنان، اختلاف‌نظر وجود دارد، اما عموماً از دیدگاهی فروتنانه تفسیر می‌شود.